# Cyperus michelianus
Souchet de Michel, Scirpe de Micheli, Souchet de Micheli
Espèce
Statut de conservation UICN

LC : Préoccupation mineure
Cyperus michelianus, le Souchet de Michel, Scirpe de Micheli ou Souchet de Micheli, est une espèce de plantes annuelles monocotylédones de la famille des Cyperaceae, poussant dans les milieux humides tempérés à chauds d'Afrique, d'Asie, d'Europe et d'Australie.

## Description

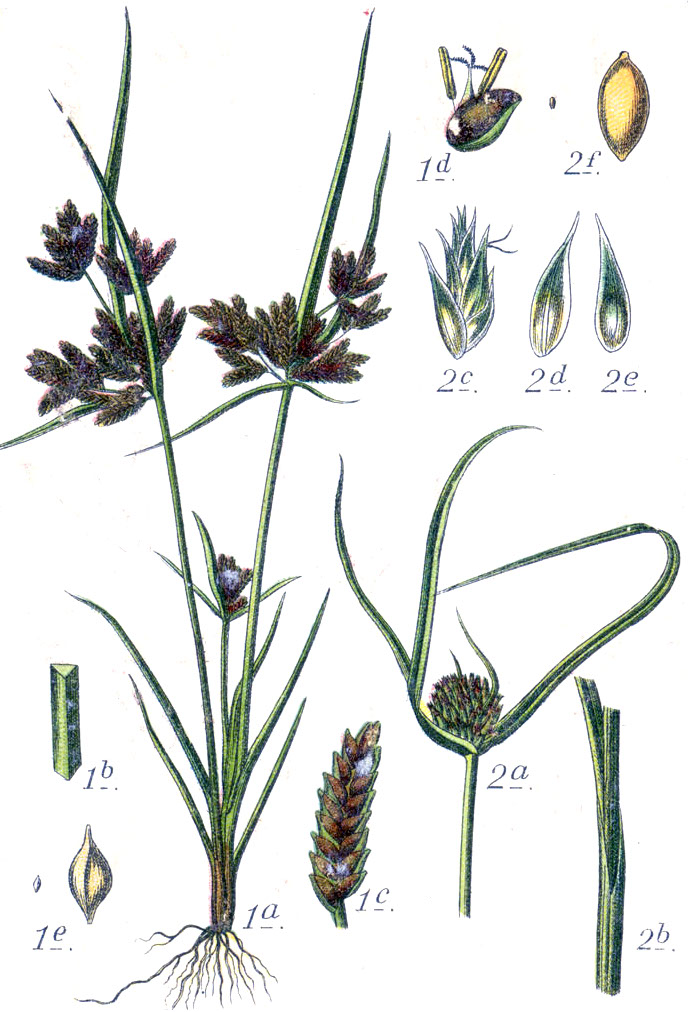
Illustration botanique : 1. Cyperus fuscus 2. Cyperus michelianus.

### Appareil végétatif
C'est une plante annuelle à racines nombreuses et fibreuses. Les tiges sont densément touffues, de 2 à 25 cm de haut, comprimés à trois angles, lisses, peu feuillés, à base non renflée. Les feuilles sont plus courtes à légèrement plus longues que le chaume ; la gaine est rouge violacé, courte ; le limbe foliaire mesure 1 à 2,5 mm de large, plat ou plié. Les bractées sont involucrées par trois à six, foliaires, beaucoup plus longues que l'inflorescence, à base large.

### Appareil reproducteur

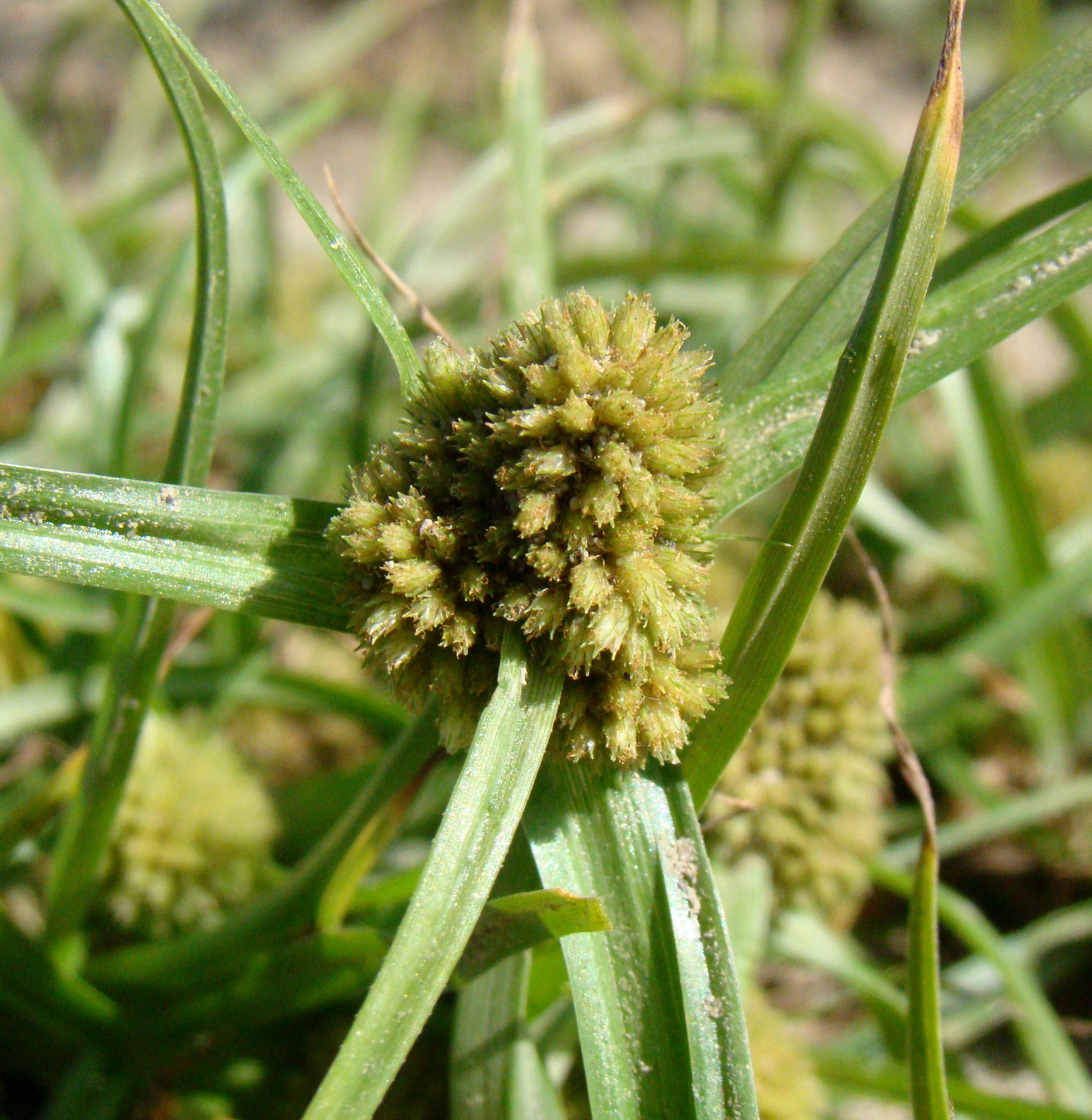
Inflorescence.

Les inflorescences sont capitonnées, pyramidales-ovoïdes, ovoïdes ou subglobuleuses, de 0,5 à 1,5 cm de diamètre, avec de nombreux épillets densément regroupés à l'apex de rayons courts, ovoïdes à étroitement oblongs-ovoïdes, longs de 3 à 4 mm et larges d'environ 1,5 mm, contenant 10 à 20 fleurs ou plus. Les glumes sont blanc jaunâtre mais parfois brun jaunâtre moyen à brun rougeâtre striées, imbriquées en spirale, oblongues-lancéolées, longues d'environ 2 mm, légèrement hyalines, à 3 à 5 nervures, à quille verte, l'apex allongé en mucron recourbé. Les deux (parfois une) étamines ont les anthères oblongues. Le style est long ; les stigmates sont au nombre de deux (ou trois), généralement jaune papillonné. Les fruits sont étroitement oblongs, longs d'environ 1 mm, à trois côtés ou plan-convexe, à marge avec cellules hyalines blanches.

## Répartition
L'espèce est largement répartie dans l'Ancien Monde (Afrique, Asie et Europe) et en Australie. Elle est absente du Nord de l'Europe, des îles Britanniques, de Sibérie, d'Iran, d'Irak, d'une partie de l'Afrique (Centre, Sud).

## Habitat et écologie

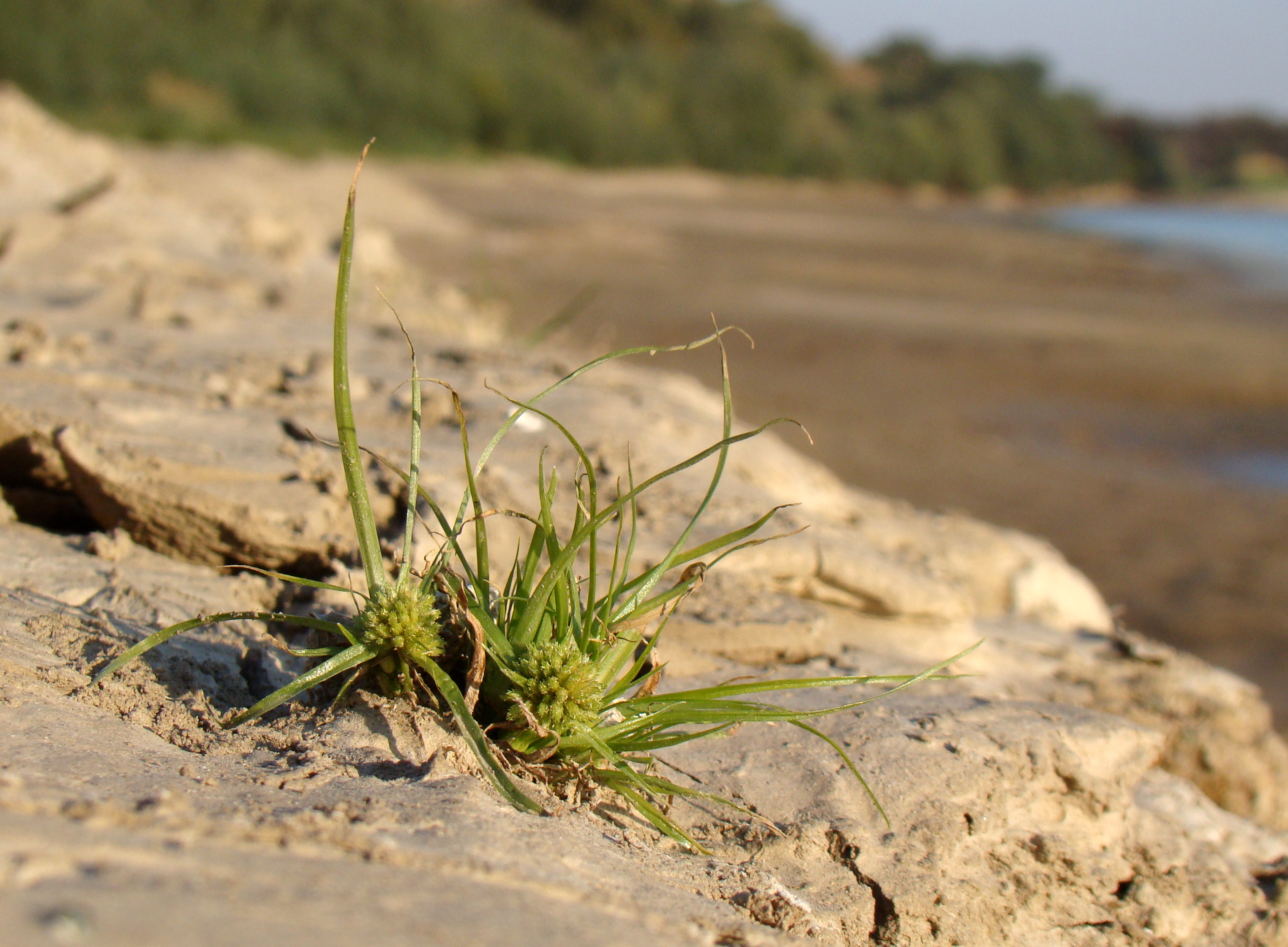
Sur la rive d'un cours d'eau.

La plante pousse dans les milieux humides, au bord des rivières, des étangs, des fossés, dans les rizières, sur de l'argile et du sable, près du niveau de la mer jusqu'à 300 m d'altitude.
En France, c'est une espèce caractéristique des gazons méditerranéens à Cyperus, des gazons à petits Cyperus et du Heleochloion schoenoidis Braun-Blanq. ex Rivas Goday 1956. Elle forme une combinaison caractéristique du Chenopodio rubri-Coleanthetum subtilis Le Bail, Lacroix, Magnanon & B. Foucault in B. Foucault 2013, du Crypsio schoenoidis-Cyperetum micheliani Martinez Parras, Peinado Lorca, Bartolomé Esteban & Molero Mesa 1988 et du Ilysantho attenuatae-Cyperetum micheliani Corill. 1971. C'est une espèce différentielle du Eu-Eleocharitenion ovatae W. Pietsch 1973 et une espèce indicatrice des communautés annuelles mésotrophiques à eutrophiques, de bas-niveau topographique, planitiaires d'affinités continentales, des Isoeto-Juncetea, et des gazons méditerranéens amphibies halonitrophiles (Heleochloion).

## Systématique
L'espèce est décrite en premier en 1753 par le botaniste suédois Carl von Linné, qui la classe dans le genre Scirpus sous le basionyme Scirpus michelianus, dans son ouvrage Species Plantarum. Le nom correct Cyperus michelianus est attribué majoritairement au français Alire Raffeneau-Delile (1813). Certaines sources, l'attribuent à l'allemand Johann Heinrich Friedrich Link (1827), mais il s'agit d'un nom invalide puisque déjà préoccupé par Delile,.
L'espèce porte en français les noms vulgaires « Souchet de Michel,,, », « Scirpe de Micheli, » ou « Souchet de Micheli, ».

### Synonymes
Cyperus michelianus (L.) Delile a pour synonymes :
- Cyperus michelianus (L.) Delile, 1813 subsp. michelianus[4]
- Cyperus michelianus (L.) Link, 1827 nom. inval.[4]
- Dichostylis micheliana (L.) Nees, 1834[4],[2]
- Fimbristylis micheliana (L.) Rchb.[2]
- Isolepis micheliana (L.) Roem. & Schult., 1817[4],[2]
- Juncellus michelianus (L.) Blatt. & McCann[2]
- Scirpus michelianus L., 1753[4],[2]

### Sous-espèces
Il existe deux sous-espèces selon Plants of the World online (POWO) (20 juin 2022) :

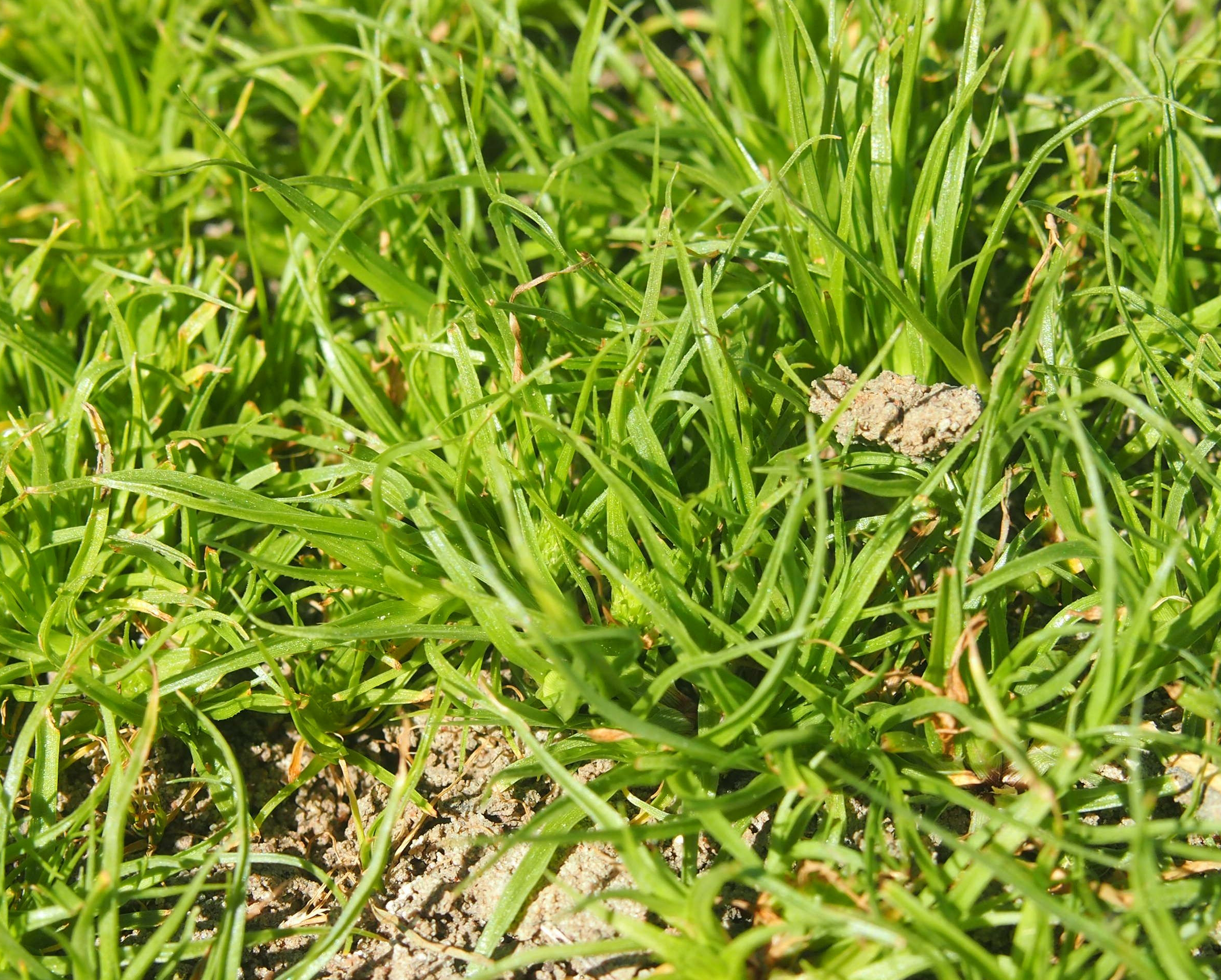
Cyperus michelianus subsp. pygmaeus.

- Cyperus michelianus subsp. michelianus (Europe, Afrique, Asie, Australie)
  - synonymes :
  - Cyperus diffusus Roxb.
  - Cyperus extremiorientalis Ohwi
  - Cyperus hyalinolepis Steud.
  - Cyperus italicus Rottb.
  - Cyperus minutulus Vahl
  - Cyperus mulen-pullu Schult.
  - Cyperus musarius Buch.-Ham. ex Wall.
  - Cyperus pugioniformis A.Dietr.
  - Dichostylis micheliana f. conglomerata (Beck) Soó
  - Dichostylis micheliana f. elata (Kük.) Soó
  - Dichostylis wolgensis A.O.Tarassov
  - Schoenus capitatus Dubois
  - Scirpus michelii Bubani

- Cyperus michelianus subsp. pygmaeus (Rottb.) Asch. & Graebn. (Afrique, Moyen-Orient, Asie du Sud et du Sud-Est, Australie)
  - synonymes :
  - Cyperus paradoxus Steud.
  - Cyperus pygmaeus Rottb.
  - Dichostylis pygmaea (Rottb.) Nees
  - Juncellus pygmaeus (Rottb.) C.B.Clarke
  - Pycreus pygmaeus (Rottb.) Nees

## Menaces et conservation
Aucune menace passée, actuelle ou future n'est connue pour cette espèce, abondante dans la majeure partie de son aire de répartition, à population stable. L'espèce est donc classée dans la catégorie « préoccupation mineure » (LC) par l'UICN (20 juin 2022).
En Europe toutefois, elle semble subir un déclin similaire à celui de nombreuses autres plantes des milieux humides. Les populations européennes seraient donc à surveiller selon l'UICN (20 juin 2022). Cyperus michelianus est « éteinte à l'état sauvage » en Pologne et en Suisse, « en danger critique d'extinction » en Autriche et en Allemagne, « en danger » en Tchéquie et en Slovaquie, et classée à « données insuffisantes » en Slovénie. En France, elle est inscrite en « préoccupation mineure » (LC) sur la Liste rouge de la flore vasculaire de France métropolitaine (2019), mais est localement menacée, classée « en danger critique d'extinction » (CR) en Champagne-Ardenne et Provence-Alpes-Côte d'Azur, « en danger » en Bretagne, Rhône-Alpes, Auvergne et Bourgogne, et « espèce vulnérable » en Poitou-Charentes et Midi-Pyrénées.